# Les Frères Joseph

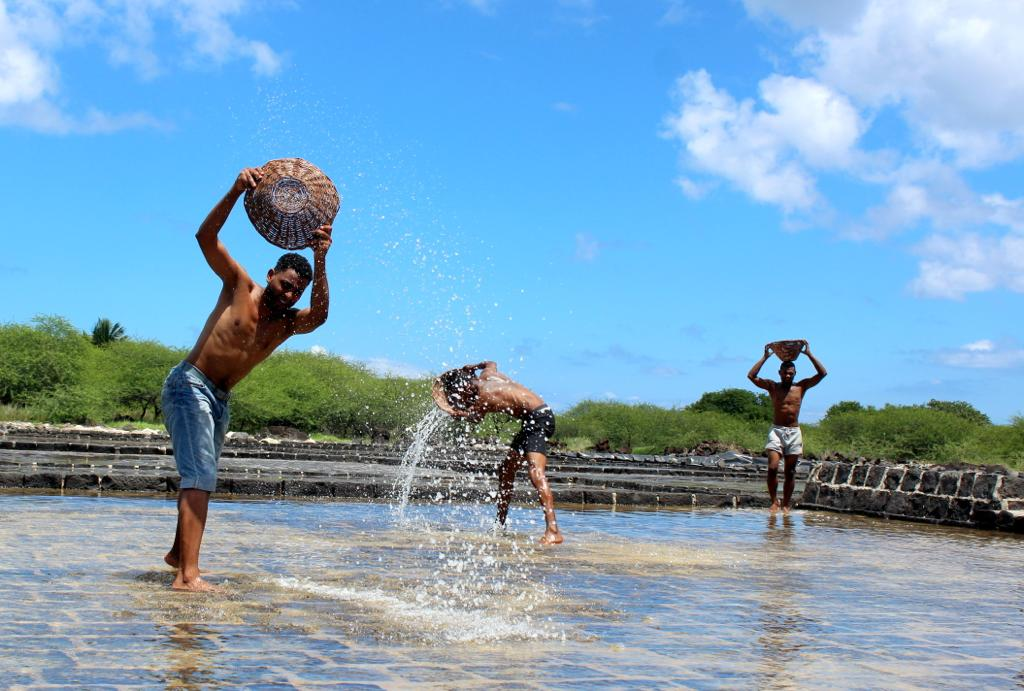

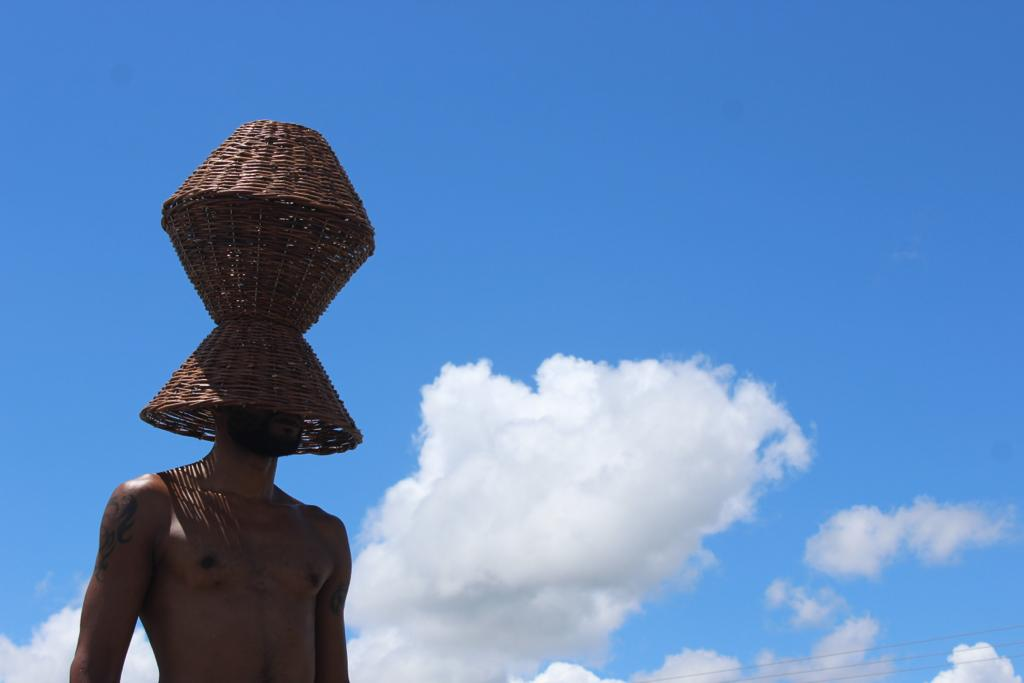

Les Frères Joseph ou Les Frères Joseph Compagnie est un groupe de danse mauricien formé par deux frères originaires du village de Mangalkhan (à Floréal). Le duo se compose de Samuel (né  en 1989) et Mathieu (né en 1991). Il est composé de neuf artistes actuellement.
Fonder en 2015. Les frères Joseph est médaillée d'or en dance aux VIIIes Jeux de la Francophonie de 2017 en Côte d'Ivoire et la première médaille d'or des jeux de la francophonie pour Maurice,.

## Biographie et parcours

### Début
Autodidactes, ils commencent à danser très jeunes dans les rues de la cité Mangalkhan, inspirés par des vidéos de hip-hop et de cirque.
À l'âge de 9 ans et 7 ans, les frères sont employés deux soirs par semaine par leur voisin, Michael Marmitte, qui possédait à l'époque une petite compagnie de danseurs d'hôtels. Ils passent ainsi de compagnie en compagnie, et c'est très tôt, à l'âge de 11 ans, que Mathieu décide d'arrêter définitivement l'école pour faire de la danse son métier. À l'âge de 15 ans, son frère Samuel quitte également le circuit scolaire pour suivre le même parcours que son cadet.

### Évolution
En 2005, Stephen Bongarçon, chorégraphe mauricien, les repère lors d'une visite chez un ami de la cité. Ils ont alors respectivement 16 et 14 ans. Cette rencontre donnera un nouvel élan à leur parcours professionnel. Ils intègrent sa compagnie SR Dance et leur style sera fortement influencé par la danse contemporaine. Plus encadrés, ils apprennent les bases de la construction chorégraphique et ont l'occasion de suivre des stages avec des chorégraphes étrangers de passage à Maurice.
En 2009, ils remportent un premier prix au Concours régional du Centre National de Danse (CND) à la Réunion, dans la catégorie "Autres Styles", mais faute de moyens financiers, ils ne pourront se rendre au Concours national en France. La même année, la compagnie SR Dance participe aux Jeux de la Francophonie au Liban pour présenter la création Naissance no kiltir et y remportera le premier prix en danse.
En 2010, les frères passent des auditions à l'île Maurice où ils sont sélectionnés par la Compagnie Yann Lheureux, en tant que danseurs interprètes pour la création Macadam Instinct - Scène numérique. Ils travailleront également à plusieurs reprises avec la compagnie Black Blanc Beur, avec laquelle ils font connaissance lors d'un séjour à Paris.
En 2015, les frères Joseph quittent la compagnie SR Dance afin de se mettre à leur compte et créer les frères Joseph compagnie. Le jeudi 27 juillet 2017, il remporte la première médaille d'Or de Maurice aux Jeux de la francophonie à Abidjan en Côte d'Ivoire,.

### Membre du groupe
| N°              | Membres du groupe                 | Fonction | Dates       |
| --------------- | --------------------------------- | -------- | ----------- |
| 01              | Armand jeff andric gift           | Musicien |             |
| 02              | Castel kurwin edouard laval       | Musicien |             |
| 03              | Desroches emanuel michäel vincent | Musicien |             |
| 04              | Dubois samuel jeferson            | Musicien |             |
| 05              | Ittoo weissler jean curtis        | Danseur  |             |
| 06              | Joseph mathieu bryan lazarre      | Danseur  | Depuis 2015 |
| 07              | Joseph louis samuel lazarre       | Danseur  | Depuis 2015 |
| 08              | Mandarine jerome emmanuel         | Danseur  |             |
| 09              | kueity Geneviève                  |          |             |
| Anciens membres |                                   |          |             |
|                 |                                   |          |             |

## Prix et reconnaissances

### avec SD Danse
- 2009 : Prix du concours régional du centre national de Danse à la Réunion dans la catégorie autres styles (La Réunion).
- 2009 :  Médaille d’or 2009  dans la catégorie Danse de création au VIes Jeux de la Francophonie à Beyrouth (Liban).

### Avec les frères Joseph
- 2017 : Médaille d’or 2017  : Danse de création au VIIIes Jeux de la Francophonie à Abidjan (Côte d’Ivoire)[8].